# Mike Bartrum
Pour les articles homonymes, voir Bartrum.
(en) Statistiques sur pro-football-reference
Mike Bartrum (né le 23 juin 1970) est un joueur de football américain ayant évolué comme tight end.